# U-264
Unterseeboot 264 foi um submarino alemão do Tipo VIIC, pertencente a Kriegsmarine que atuou durante a Segunda Guerra Mundial.

## Comandantes
| Comandante           | Data                                         |
| -------------------- | -------------------------------------------- |
| Kptlt. Hartwig Looks | 22 de maio de 1942 - 19 de fevereiro de 1944 |

## Subordinação
Durante o seu tempo de serviço, esteve subordinado às seguintes flotilhas:
| Período                                         | Flotilha                                  |
| ----------------------------------------------- | ----------------------------------------- |
| 22 de maio de 1942 - 31 de outubro de 1942      | 8. Unterseebootsflottille (treinamento)   |
| 1 de novembro de 1942 - 19 de fevereiro de 1944 | 6. Unterseebootsflottille (serviço ativo) |

## Operações conjuntas de ataque
O U-264 participou das seguinte operações de ataque combinado durante a sua carreira:
- Rudeltaktik Kreuzotter (15 de novembro de 1942 - 20 de novembro de 1942)
- Rudeltaktik Delphin (23 de janeiro de 1943 - 9 de fevereiro de 1943)
- Rudeltaktik Rochen (9 de fevereiro de 1943 - 20 de fevereiro de 1943)
- Rudeltaktik sem nome (15 de abril de 1943 - 18 de abril de 1943)
- Rudeltaktik Specht (19 de abril de 1943 - 4 de maio de 1943)
- Rudeltaktik Fink (4 de maio de 1943 - 6 de maio de 1943)
- Rudeltaktik Naab (12 de maio de 1943 - 15 de maio de 1943)
- Rudeltaktik Donau 2 (15 de maio de 1943 - 19 de maio de 1943)
- Rudeltaktik Mosel (19 de maio de 1943 - 23 de maio de 1943)
- Rudeltaktik Igel 2 (15 de fevereiro de 1944 - 17 de fevereiro de 1944)
- Rudeltaktik Hai 1 (17 de fevereiro de 1944 - 19 de fevereiro de 1944)